# Negociación colectiva
De acuerdo a la Organización Internacional del Trabajo (OIT), la negociación colectiva es el proceso voluntario que se lleva adelante entre asociaciones de trabajadores (generalmente, aunque no siempre, reunidos a través de un sindicato o grupo de sindicatos) y asociaciones de empleadores. Las asociaciones pueden formarse a nivel de empresa, de sector, de región y/o nacional. La finalidad de la negociación es llegar a un acuerdo en cuanto a las condiciones laborales aplicables a la generalidad de los trabajadores y trabajadoras del ámbito en el que se circunscribe la negociación (contrato colectivo de trabajo).
En ocasiones, como medida de presión para la negociación y para hacer cumplir los acuerdos cuando consideran que no han sido cumplidos, los trabajadores pueden acudir a la huelga.
La negociación colectiva es una manifestación particular del diálogo social, y está considerado como un derecho fundamental básico integrante de la libertad sindical. A nivel internacional se encuentra garantizado en el Convenio 98 y 154 de la OIT.
De acuerdo a lo presentado en Cahuc et al. (2014), la importancia de la negociación colectiva se mide a través de la densidad sindical (que se define como el porcentaje de empleados que está afiliado a un sindicato) y la cobertura de la negociación colectiva (porcentaje de empleados cubiertos por al acuerdo). En general, la primera es menor a la segunda. La diferencia entre las dos tasas se explica en la mayoría de los casos por diferencias en el marco legal e institucional. En efecto, en algunos países los acuerdos alcanzados en la negociación colectiva se aplican a todos los trabajadores por igual (independientemente si están sindicalizados o no), en esos casos se suelen ver tasas de densidad sindical menores (como por ejemplo en Francia y España). En tanto, en países como Australia, Nueva Zelanda y los Estados Unidos los acuerdos se aplican solo a los trabajadores sindicalizados, lo cual genera que la densidad sindical sea más elevada.

## Formas de organización de la negociación colectiva
La forma en la que se organiza la negociación colectiva y en particular el grado de centralización de la misma difiere entre países. Las negociaciones se pueden llevar adelante a nivel nacional, regional, por rama industrial o a nivel de empresa. De acuerdo a información de la base de datos de la Universidad de Ámsterdam denominada Institutional Characteristics of Trade Unions, Wage Setting, State Intervention and Social Pacts y presentada en Cahuc et al. (2014), en varios países europeos la negociación tiende a ser más centralizada mientras que en países como Australia, Nueva Zelanda y los Estados Unidos sucede lo opuesto. En tanto, en general en los países de América Latina la negociación se realiza a nivel de rama industrial. Además, el gobierno usualmente participa de la negociación colectiva, fijando lineamientos que se deben cumplir durante este proceso; por ejemplo, el cumplimiento de cierto salario mínimo. 
También es importante tener en cuenta el nivel de coordinación en la negociación, ya que el grado de centralización efectiva dependerá de este. Por lo tanto, para caracterizar un sistema de negociación colectiva se deben tener en cuenta tanto la centralización como la coordinación. La coordinación puede ser explícita o implícita. El primer caso se refiere a la situación en que la negociación colectiva efectivamente se realiza a nivel nacional. En tanto, la coordinación implícita implica que o bien existe una central sindical que controla lo acordado por cada uno de los sindicatos miembros o que se toman como ejemplo para la negociación los acuerdos alcanzados en determinadas industrias.
La clasificación de los países en las distintas categorías no es directa ya que muchas veces la negociación se da a varios niveles en un mismo país. Además, el formato de la negociación colectiva dentro de un país no se mantiene estable sino que varía en el tiempo. En algunos países asiáticos la negociación ha pasado a ser más centralizada, mientras que en América Latina se observa una tendencia hacia mayor descentralización.

## Modelos teóricos de negociación colectiva
Existen diversos modelos económicos teóricos de negociación colectiva que permiten entender los efectos de este mecanismo en algunas variables del mercado de trabajo. Uno de estos es el modelo “right-to-manage” (derecho a administrar) de Nickell et al. (1983), en el que la empresa y el sindicato negocian el salario, mientras que el nivel de empleo es decidido por la empresa. El principal resultado de este modelo es que el incremento del poder de negociación de los sindicatos lleva a una caída del empleo. Este resultado es bastante cuestionable y surge como consecuencia del supuesto, poco realista, que los sindicatos solo negocian el nivel de salario sin mostrar preocupación por el empleo. Además, muchas veces en este modelo se alcanzan resultados que no son eficientes en el sentido de Pareto (es decir, la situación de uno de los agentes se podría mejorar sin empeorar la del otro). A partir de la modificación de este supuesto surgieron dos nuevos modelos: el modelo débilmente eficiente (McDonald et al., 1981) y el modelo fuertemente eficiente (Cahuc et al., 2014).
En el primero se supone que entre empresa y sindicato se negocian tanto salarios como empleo. El resultado que se alcanza es que, en el caso de que los trabajadores sean aversos al riesgo, el empleo y los salarios crecerán con el poder de negociación del sindicato. Este modelo sí es eficiente en el sentido de Pareto pero lleva a una situación que se denomina de ineficiencia productiva. En efecto, la principal crítica que se realiza a este modelo es que la mayoría de las veces el nivel de empleo alcanzado será mayor al que se alcanzaría en una situación competitiva (en la que la productividad marginal del trabajo se iguala al salario de reserva del trabajador), generando la ineficiencia productiva. En este marco, surge el modelo fuertemente eficiente, su nombre se deriva del hecho que es eficiente tanto en el sentido de Pareto como en términos productivos. En este modelo se supone que empresa y sindicato no solo negocian empleo y salarios sino también el monto del seguro de desempleo. En este caso el nivel de empleo será el del caso competitivo y los trabajadores podrán apropiarse de una parte de los beneficios de la empresa, que será mayor conforme lo sea su poder de negociación.       
Existen otros modelos teóricos para analizar los resultados de la negociación colectiva, se pueden encontrar en el libro de Cahuc et al. (2014). Uno de esos modelos es el Insider-Outsider donde se asume que los sindicatos representan todos los trabajadores del sector y que ellos tienen la misma preferencia y el mismo peso en el sindicato, pero ellos son distintos en la negociación, donde no tienen el mismo estatus. Los insiders son los trabajadores afiliados al sindicato que están empleados y este pueden defender sus intereses y explorar ventajas posicionales sin preocuparse con los efectos en las personas afuera, los outsiders, por otro lado, son los trabajadores afiliados al sindicato que están desempleados y son excluidos del proceso de negociación, no tiene ningún poder para influir en las decisiones de las empresas. La relevancia de este modelo va a depender si existe un marco institucional que permita mantener los  outsiders indefinidamente sin capacidad de incidencia. Un ejemplo sencillo sería pensar en un solo período donde se negocia un contrato y se produce una sola vez entonces la empresa tiene {\displaystyle L_{O}} insiders y tiene que decidir un número {\displaystyle L_{I}} < {\displaystyle L_{O}} de insiders a retener y una cantidad {\displaystyle L_{E}} ≥ 0 de outsiders a contratar, se asume que los tipos de trabajadores son sustitutos perfectos y por cuenta de costos de despido y contratación, no se puede reeplazar insiders con outsiders y  en se tratando de la empresa su ingreso va a ser {\displaystyle R(L_{I}+L_{E})}. Aquí los insiders van a negociar su salario {\displaystyle w} y la indemnización por despido {\displaystyle b_{L}} y también el salario de los outsiders {\displaystyle w_{E}}. (Cahuc et al., 2014).

## Convenio colectivo de trabajo
El convenio colectivo de trabajo es un tipo peculiar de contrato celebrado entre un sindicato o grupo de sindicatos y una organización o varias representativas de los empleadores. También, en caso de que no exista un sindicato, puede ser celebrado por representantes de los trabajadores interesados, debidamente elegidos y autorizados por estos últimos, de acuerdo con la legislación nacional.